# Cheiloneurus flaviscutellum
Cheiloneurus flaviscutellum är en stekelart som först beskrevs av Girault 1924.  Cheiloneurus flaviscutellum ingår i släktet Cheiloneurus och familjen sköldlussteklar. Inga underarter finns listade i Catalogue of Life.